# Daniel Schury
Daniel Schury (* 21. Juni 1976 in München) ist ein deutscher Eishockeyspieler (Stürmer), der in der abgelaufenen Saison beim ESV Kaufbeuren in der Oberliga unter Vertrag stand.

## Karriere
Schury begann seine Karriere in der Saison 1996/97 beim EV Landsberg in der 1. Liga Süd, bevor er ein Jahr später zum TSV Erding wechselte.
In der Saison 1998/99 spielte Schury für den ESC München, entschied sich aber in der Folgesaison einen Vertrag bei der TuS Geretsried in der Bayernliga zu unterschreiben. Vor seiner Rückkehr zum TSV Erding spielte Schury auch in der Saison 1999/00 für Geretsried in der Oberliga.
In den Jahren von 2002 bis 2005 spielte Schury für den EHC München, bis er sich während der Saison 2004/05 entschloss zum EV Landsberg zurückzukehren, bei dem er bis zur Saison 2006/07 blieb.
Im Zeitraum zwischen 2007 und 2009 stand Schury beim ESV Kaufbeuren unter Vertrag und schaffte den Aufstieg in die 2. Bundesliga.

## Statistiken
(Legende zur Spielerstatistik: Sp oder GP = absolvierte Spiele; T oder G = erzielte Tore; V oder A = erzielte Assists; Pkt oder Pts = erzielte Scorerpunkte; SM oder PIM = erhaltene Strafminuten; +/− = Plus/Minus-Bilanz; PP = erzielte Überzahltore; SH = erzielte Unterzahltore; GW = erzielte Siegtore; 1 Play-downs/Relegation; Kursiv: Statistik nicht vollständig)